# Leena Lander
Leena Lander (née Leena Pöyhönen le 25 septembre 1955 à Turku) est une romancière finlandaise.

## Biographie
En 1978, elle obtient son bachelor ès lettres de l'université de Turku.
Leena Lander se marie avec Esa Silander et ils auront trois fils.
Lander est son pseudonyme qui est une abréviation de Silander.
En 2008, Leena Lander se remarie avec Hannu Raittila et prend le nom de Leena Raittila, mais elle garde son pseudonyme.
Le couple habite Turku.

## Ouvrages

### Ouvrages traduits en français
- La Maison des papillons noirs : roman [« Tummien perhosten koti »]  (trad. du finnois par Anne Colin Du Terrail), Arles, Actes Sud, 1995, 253 p. (ISBN 2-7427-0604-6)
- Vienne la tempête : roman [« Tulkoon myrsky »]  (trad. du finnois), Arles, Actes Sud, 1997, 395 p. (ISBN 2-7427-1034-5), (réédition en poche  (ISBN 978-2-7427-7561-3))
- Les Rives du retour : roman  (trad. du finnois), Arles, Actes Sud, 2000, 405 p. (ISBN 2-7427-2537-7)
- Obéir : roman [« Käsky »]  (trad. du finnois par Anne Colin Du Terrail), Arles, Actes Sud, 2006, 360 p. (ISBN 2-7427-6273-6)
- Le silence de Saïda [« Liekin lapset »]  (trad. Jean-michel Kalmbach), Actes Sud, 2014 (ISBN 978-2-330-03215-9 et 2-330-03215-3)

### Romans
- (fi) Syyspastoraali, Kirjayhtymä, 1982 (ISBN 951-26-2207-6)
- (fi) Mikaelin kronikka, Kirjayhtymä, 1983 (ISBN 951-26-2409-5)
- (fi) Siipijumala, Kirjayhtymä, 1984 (ISBN 951-26-2606-3)
- (fi) Kuolemaan tuomitun tarina, Kirjayhtymä, 1986 (ISBN 951-26-2729-9)
- (fi) Lankeaa pitkä varjo, Kirjayhtymä, 1986 (ISBN 951-26-2798-1)
- (fi) Jumalattoman kova tinki, Kirjayhtymä, 1987
- (fi) Purppurapurjeet, Kirjayhtymä, 1989
- (fi) Tummien perhosten koti, Kirjayhtymä, 1991, Médaille Kiitos kirjasta, Prix Kalevi-Jäntti
- (fi) Tulkoon myrsky, WSOY, 1994 (ISBN 951-0-19847-1)
- (fi) Iloisen kotiinpaluun asuinsijat, Porvoo, WSOY, 1997 (ISBN 951-0-21318-7)
- (fi) Käsky, Helsinki, WSOY, 2003 (ISBN 951-0-24475-9)
- (fi) Liekin lapset, Helsinki, Siltala, 2010 (ISBN 978-952-234-022-1)
- (fi) Kuka vartijoita vartioi, Helsinki, Siltala, 2015 (ISBN 978-952-234-232-4)

### Pièces de théâtre et pièces radiophoniques
- Ilves kielekkeellä (Théâtre de Kaarina)
- Lurium 300 Super (Auran Aallot (fi))
- Niin täyttyy tuska hellä (Auran Aallot (fi))
- Tummien perhosten koti (Théâtre municipal de Turku, Théâtre des travailleurs de Tampere, Théâtre municipal de Reykjavik)
- Tulkoon myrsky (Théâtre de la mine d'Outokumpu)
- Käsky (Théâtre national de Finlande 2005, (Théâtre municipal de Kokkola 2006, Théâtre municipal de Rauma (fi) 2006)

## Prix
- Prix Kalevi Jäntti (1992)
- Médaille Kiitos kirjasta (1992)
- Prix du grand club du livre finlandais (1994)
- Prix Nordique (2000)
- Médaille Pro Finlandia (2000), de l'Ordre du Lion de Finlande
- Prix de la pièce radiophonique pour les aveugles (2003)
- nommée au Grand prix de littérature du Conseil nordique en 1993 et 1997

## Sur quelques œuvres

### Vienne la tempête
Dans les années troublées 1930-1940, loin d'Helsinki, autour de la mine (de nickel) du Mont-Loki (dieu nordique de la discorde), quelque part entre Talvivaara et la région de Petsamo, à la frontière russe, vit tant bien que mal le couple du porion Eero Harjula et de son épouse (Da)vida Harjula, féministe, socialiste, interprète. Le géologue et géophysicien irlandais Sean O'Brien y vient en mission trois étés de suite : il disparaît mystérieusement en août 1936, alors que, dans cette famille, meurt étrangement la petite Aino Helena (6 ans), et naît Olavi.
Dans les années 2000, Iris Lehto, sœur d'Anémone et Violette, toutes trois filles d'Olavi Harjula, revient à Mont-Loki, pour un reportage sur la mine, reconvertie en site souterrain de stockage de déchets nucléaires. Elle y rencontre une opposante, sa grand-tante Tatiana (Natalia Viita), belle-sœur de Vida, veuve, photographe, qui conserve une grande partie de la mémoire de la famille. Iris, qui vit mal son mariage et sa grossesse, s'y perd ou s'y retrouve : se sacrifier, sacrifier son enfant, comme Abraham, ou comme chez les Incas.
Le texte explore pierres et blocs de granite, minerais et minéraux, avec entre autres un formidable projet de monument funéraire à Emmanuel Aarnio, mineur victime d'accident du travail vers 1930, et premier mari de Vida.
Les traumatismes du passé éclairent parfois, partiellement, les traumatismes d'aujourd'hui.
Enfin, le site d'enfouissement de Mont-Loki, commencé en 1988, est précurseur de l'ambitieux projet actuel Onkalo,.